# Linton (Indiana)
Pour les articles homonymes, voir Linton.
Linton est une ville située dans le comté de Greene, dans l’État de l'Indiana, aux États-Unis. Lors du recensement de 2020, elle comptait 5 133 habitants.